# Möst
Möst (mongoliska: Мөст Сум, Мөст, Möst Sum) är ett distrikt i Mongoliet.   Det ligger i provinsen Chovd, i den västra delen av landet, 1 100 km väster om huvudstaden Ulaanbaatar.